# Xestia kozhantschikovi
Xestia kozhantschikovi är en fjärilsart som beskrevs av Corti och Max Wilhelm Karl Draudt 1933. Xestia kozhantschikovi ingår i släktet Xestia och familjen nattflyn. Inga underarter finns listade i Catalogue of Life.